# Syncrossus berdmorei
Syncrossus berdmorei е вид лъчеперка от семейство Botiidae. Видът е почти застрашен от изчезване.

## Разпространение
Разпространен е в Индия (Манипур), Мианмар и Тайланд.